# Viticoltura in Sardegna

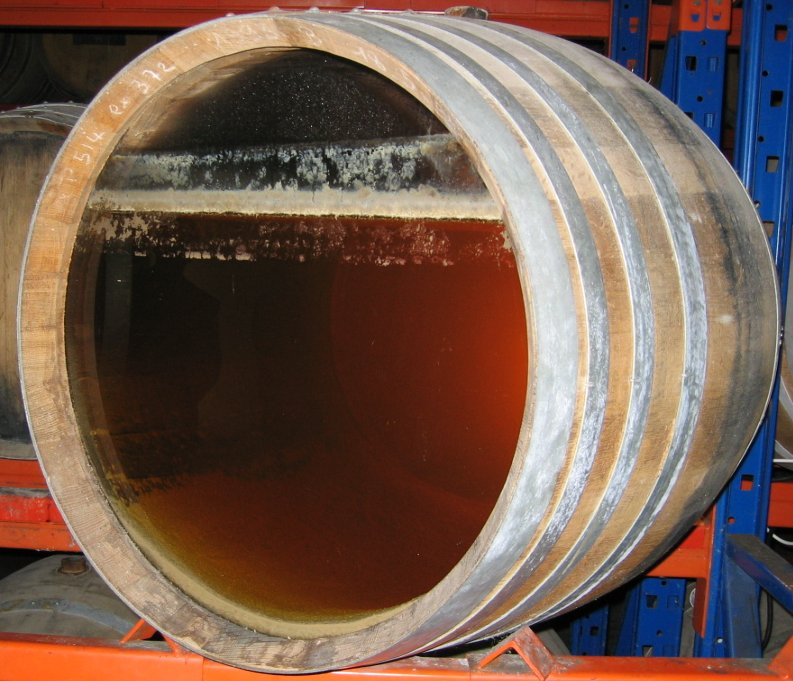
Vernaccia di Oristano

La viticoltura in Sardegna è l'insieme delle attività di coltivazione di uva e produzione di vino svolte nella regione. La Sardegna vanta una tradizione vitivinicola millenaria e tutt'oggi la viticoltura rappresenta la principale coltura arborea isolana.

## Storia
Fino a pochi anni fa sull'origine della cultura della vite nell'Isola si avevano notizie molto frammentate: alcune fonti ritenevano che si fosse sviluppata autonomamente, altre invece, che fosse stata introdotta dai Fenici o dai Cartaginesi, altre ancora sostenevano che pure durante il periodo romano tale coltura era ben conosciuta.

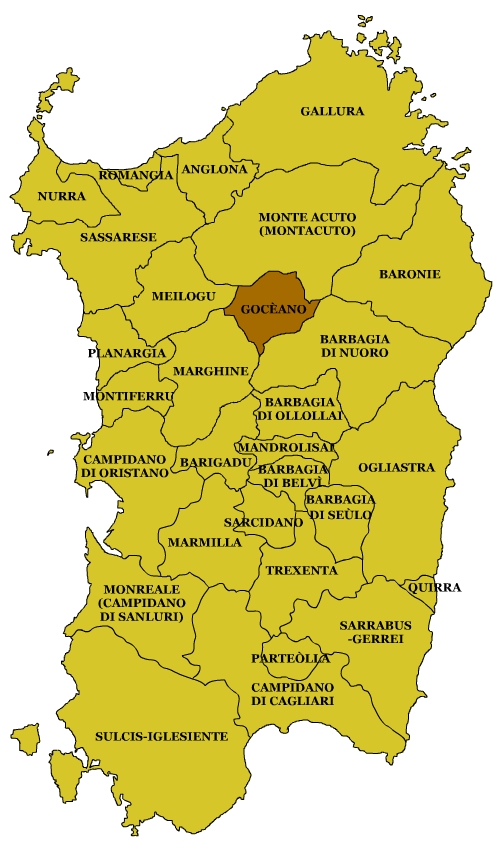
Arvesiniadu è un vitigno tipico del Goceano

### Periodo nuragico
Le più recenti scoperte evidenziano che già in epoca nuragica i Sardi coltivavano la vite e producevano vino, ed il Cannonau, secondo gli studiosi, sarebbe uno dei vino più antichi del Mar Mediterraneo.

### Periodo romano
Il nome di un altro celebre vino sardo, la Vernaccia, sembra che derivi dal latino vite vernacula, quindi originaria del luogo, come scriveva lo storiografo romano Lucio Giunio Moderato Columella, ed esisterebbero riscontri storici sull'esistenza del celebre vino già nella città Tharros, l'antico centro punico-romano di cui oggi restano le vestigia.

### Periodo bizantino
Dopo il periodo romano e le invasioni vandaliche, seguì una ripresa dell'attività vitivinicola ad opera dei bizantini ed in particolare i monaci basiliani di rito greco che introdussero nell'Isola nuovi vitigni e rilanciarono la coltura della vite impiantando nuove vigne vicino ai monasteri.

### Periodo giudicale
Dopo il periodo del Medioevo la coltura della vite in Sardegna conobbe un forte sviluppo, principalmente nella zona di Oristano e soprattutto grazie all'opera di Eleonora d'Arborea, la famosa giudicessa autrice di una raccolta di leggi conosciute come la Carta de Logu che prevedeva tra l'altro il divieto di tenere vigneti mal coltivati.

### Periodo contemporaneo

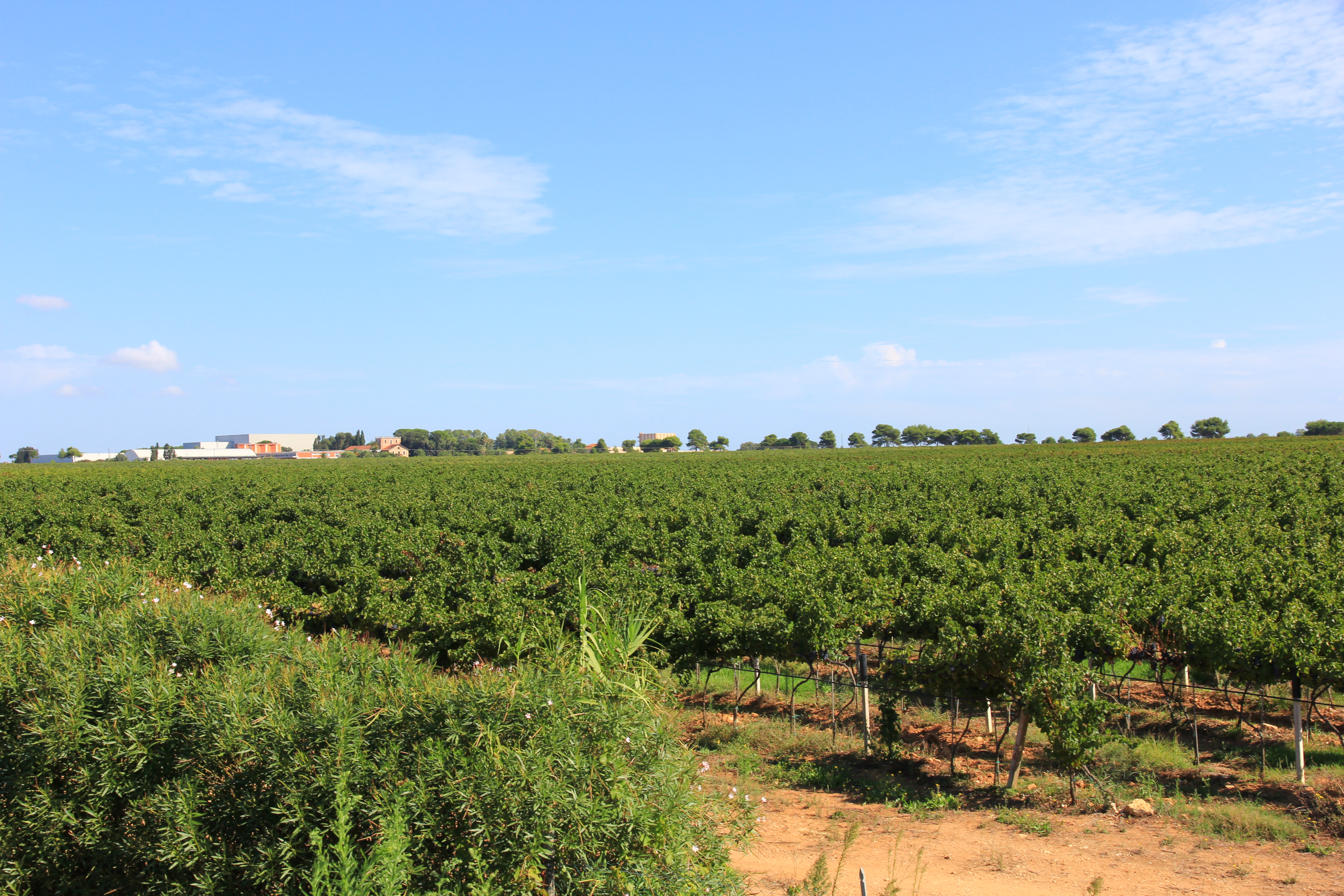
Le tenute Sella&Mosca presso Alghero

Negli anni del dopoguerra la viticoltura sarda continuò a prosperare, rimanendo comunque sempre confinata ad un consumo locale. Un grosso incremento, con conseguente diffusione al di fuori dell'Isola, si ebbe grazie all'impegno di un'importante azienda privata, la Sella e Mosca, i cui fondatori erano di origine piemontese.
Esempio di eccellenza vitivinicola, oggi è il territorio dell'Ogliastra, nella località Corru Trabutzu i terreni fertili di origine granitica creati dal disfacimento della roccia madre, ben soleggiati è ventilati dal vicino mare che bagna la costa centro orientale della Sardegna. Qui si coltivano dei tradizionali vitigni a bacca nera, come il Cannonau, la Monica e il Pascale, per la produzione di vini sardi eccellenti, grazie alla composizione dei terreni, la breve distanza dal mare e al clima sempre mite in tutto l'arco dell'anno. In questo territorio nascono i vini che possono vantare le prestigiose denominazioni come "Cannonau di Sardegna DOC", "I.G.T. Isola dei Nuraghi" e "I.G.T. Ogliastra".

## Vitigni

### Autoctoni
Sono numerosi i vitigni autoctoni e negli ultimi decenni i principali produttori di vino isolani si sono adoperati a rivalorizzarli. Questi vitigni hanno trovato nell'Isola il loro habitat naturale e utilizzati in particolari uvaggi hanno dato origine a vini di qualità elevata. Ecco i principali:
| Vitigno               | Bacca  | Descrizione | Immagine |
| --------------------- | ------ | --- | -------- |
| Alicante Bouschet     | Nera   | |          |
| Albaranzeuli          | Nera   | vitigno a bacca bianca, di lontana provenienza spagnola, è diffuso in alcuni comuni dell'oristanese e del nuorese dove viene chiamato Lacconargiu o Lacconarzu. Attualmente è in via di estinzione; |          |
| Arvisionadu           | Bianca | vitigno autoctono del Goceano, che rischiava di scomparire; |          |
| Bovale                | Nera   | esistono due varianti di Bovale, il "Bovale Sardo" e il "Bovale di Spagna" quest'ultimo nell'entroterra Cagliaritano è chiamato anche "axina 'e Spagna" (uva di Spagna). Dagli ultimi studi condotti dal ricercartore Gianni Lovicu dell'Agris (ente Regionale di ricerca in Agricoltura) in concerto con la facoltà di agraria dell'Università di Milano, risulta che i due vitigni siano completamente diversi. Il primo, il Bovale Sardo, pare proveniente dalla vite selvatica, ancora molto presente in Sardegna, e che nel corso dei secoli sia stata "addomesticata" soprattutto nella zona del Terralbese, territorio a sud della provincia di Oristano al confine con Cagliari e ai piedi del Monte Arci. In quest'area sono presenti entrambi i vitigni in maniera preponderante rispetto alle altre varietà sarde. Sinonimo del Bovale Sardo è il Muristellu o Muristeni, a seconda dell'area geografica di coltivazione ma comunque soprattutto ai piedi del Monte Arci o dei massicci immediatamente vicini. Il Bovale di Spagna può essere accomunato al Carignano per caratteristiche e per produttività, pare infatti sia una variante dello stesso. Nella misura minima dell'85% i due vitigni da soli o insieme concorrono alla produzione del vino a D.O.C. Terralba o Campidano di Terralba. In altre aree il Bovale Sardo o Muristellu o Muristeni, viene utilizzato come migliorativo, grazie al suo potere colorante, ai tannini e all'alta acidità, soprattutto nelle aree pedemontane o montane, e concorre quasi sempre in vigna alla produzione del vino Cannonau. Altra D.O.C. in cui rappresenta parte preponderante è il vino Mandrolisai. Il Bovale è prodotto nella tipologia D.O.C. dalle aziende del Terralbese (Cantina Sociale di Mogoro, Cantina Sociale di Marrubiu, Melis Vini), viene prodotto in purezza nel Cagliaritano anche dall'azienda Pala di Serdiana, ma sempre da vigneti nel Terralbese. Il vino a D.O.C. Mandrolisai è prodotto dall'omonima Cantina Sociale e da qualche piccolo produttore nel comune di Atzara. |          |
| Caddiu                | Nera   | |          |
| Cagnulari             | Nera   | vitigno tipico del sassarese; |          |
| Cannonau              | Nera   | è il vitigno simbolo dell'enocultura sarda. Di origini molto antiche, probabilmente nuragiche, viene coltivato principalmente nella Provincia di Nuoro (70% della superficie coltivata)); |          |
| Caricagiola           | Nera   | |          |
| Carignan (Cariñena)   | Nera   | |          |
| Carignano             | Nera   | |          |
| Girò                  | Nera   | vitigno introdotto in epoca spagnola. Nel 1972 un suo vino, il Girò di Cagliari, ha ottenuto la Denominazione d'Origine Controllata; |          |
| Grenache (Garnacha)   | Nera   | |          |
| Malvasia di Sardegna  | Bianca | vitigno con molta probabilità arrivato nell'isola in epoca bizantina; |          |
| Monica                | Nera   | è un vitigno considerato tra i più antichi introdotti in Sardegna. È presente su tutto il territorio regionale; |          |
| Moscato               | Bianca | |          |
| Nasco                 | Bianca | vitigno a bacca bianca conosciuto già in epoca romana. Il suo nome deriva dal latino muscus ossia muschio probabilmente a causa del suo caratteristico aroma; |          |
| Nieddera              | Nera   | |          |
| Nuragus               | Bianca | |          |
| Pascale               | Nera   | |          |
| Retagliado            | Bianca | |          |
| Semidano              | Bianca | |          |
| Torbato               | Bianca | |          |
| Vermentino            | Bianca | vitigno dalle origini incerte; |          |
| Vernaccia di Oristano | Bianca | |          |

### Alloctoni
- Merlot
- Cabernet sauvignon
- Chardonnay
- Sauvignon
- Pinot bianco

## Vini

### DOCG
- Vermentino di Gallura

### DOC
- Alghero prodotto nella provincia di Sassari;
- Arborea prodotto nella provincia di Oristano;
  - Arborea Sangiovese rosato
  - Arborea Sangiovese rosso
- Campidano di Terralba o Terralba prodotto nelle province di Cagliari ed Oristano;
- Cannonau di Sardegna prodotto in tutta la regione;
  - Cannonau di Sardegna superiore naturalmente secco (Tipologia abrogata)
- Carignano del Sulcis prodotto nella provincia di Cagliari;
  - Carignano del Sulcis rosato
  - Carignano del Sulcis rosso novello
  - Carignano del Sulcis rosso passito
  - Carignano del Sulcis rosso riserva
  - Carignano del Sulcis rosso superiore
- Girò di Cagliari prodotto nelle province di Cagliari ed Oristano;
  - Girò di Cagliari dolce liquoroso
  - Girò di Cagliari riserva liquoroso
  - Girò di Cagliari secco
  - Girò di Cagliari secco liquoroso
- Malvasia di Bosa prodotto nella provincia di Oristano;
  - Malvasia di Bosa dolce naturale
  - Malvasia di Bosa liquoroso dolce naturale
  - Malvasia di Bosa liquoroso secco
- Malvasia di Cagliari prodotto nelle province di Cagliari ed Oristano;
  - Malvasia di Cagliari dolce liquoroso
  - Malvasia di Cagliari riserva liquoroso
  - Malvasia di Cagliari secco
  - Malvasia di Cagliari secco liquoroso
- Mandrolisai prodotto nelle province di Nuoro ed Oristano;
  - Mandrolisai rosato
  - Mandrolisai rosso
  - Mandrolisai rosso superiore
- Monica di Cagliari prodotto nelle province di Cagliari ed Oristano;
  - Monica di Cagliari liquoroso dolce
  - Monica di Cagliari liquoroso riserva
  - Monica di Cagliari liquoroso secco
  - Monica di Cagliari secco
- Monica di Sardegna prodotto in tutta la regione;
  - Monica di Sardegna superiore
- Moscato di Cagliari prodotto nelle province di Cagliari ed Oristano;
  - Moscato di Cagliari liquoroso
  - Moscato di Cagliari liquoroso riserva
- Moscato di Sardegna prodotto in tutta la regione;
  - Moscato di Sardegna spumante
- Moscato di Sorso-Sennori o Moscato di Sorso o Moscato di Sennori prodotto nella provincia di Sassari;
  - Moscato di Sorso-Sennori liquoroso dolce
- Nasco di Cagliari prodotto nelle province di Cagliari ed Oristano;
  - Nasco di Cagliari liquoroso
  - Nasco di Cagliari liquoroso riserva
  - Nasco di Cagliari liquoroso secco
  - Nasco di Cagliari liquoroso secco riserva
  - Nasco di Cagliari secco
- Nuragus di Cagliari prodotto nelle province di Cagliari, Nuoro ed Oristano;
- Sardegna Semidano prodotto in tutta la regione;
  - Sardegna Semidano Mogoro
  - Sardegna Semidano passito
  - Sardegna Semidano spumante
  - Sardegna Semidano superiore
- Vermentino di Gallura prodotto nella ex provincia di Olbia-Tempio.
- Vermentino di Sardegna prodotto in tutta la regione;
  - Vermentino di Sardegna spumante
- Vernaccia di Oristano prodotto nella provincia di Oristano.
  - Vernaccia di Oristano liquoroso
  - Vernaccia di Oristano liquoroso secco
  - Vernaccia di Oristano superiore

### IGT
- Arvesiniadu, (colore del topazio, del rubino, del brillante) prodotto a Bono e nel Goceano.
- Barbagia (Bianco nelle tipologie normale e Frizzante; Rosato nelle tipologie normale e Frizzante; Rosso nelle tipologie normale, Frizzante e Novello) prodotto nella provincia di Nuoro.
- Colli del Limbara (Bianco nelle tipologie normale e Frizzante; Rosato nelle tipologie normale e Frizzante; Rosso nelle tipologie normale, Frizzante e Novello) prodotto nelle province di Sassari e Nuoro.
- Lajcheddu (Giallo paglierino carico con riflessi dorati) prodotto a Calangianus.[4]
- Isola dei Nuraghi (Bianco nelle tipologie normale e Frizzante; Rosato nelle tipologie normale e Frizzante; Rosso nelle tipologie normale, Frizzante e Novello) prodotto nell'intero territorio della regione Sardegna
- Karabadis (Rosso rubino con riflessi granati) prodotto a Luras.[5]
- Marmilla (Bianco nelle tipologie normale e Frizzante; Rosato nelle tipologie normale e Frizzante; Rosso nelle tipologie normale, Frizzante e Novello) prodotto nelle province di Cagliari e Oristano.
- Nurra (Bianco nelle tipologie normale e Frizzante; Rosato nelle tipologie normale e Frizzante; Rosso nelle tipologie normale, Frizzante e Novello) prodotto nella provincia di Sassari.
- Ogliastra (Bianco nelle tipologie normale e Frizzante; Rosato nelle tipologie normale e Frizzante; Rosso nelle tipologie normale, Frizzante e Novello) prodotto nelle province di Cagliari e Nuoro.
- Parteolla (Bianco nelle tipologie normale e Frizzante; Rosato nelle tipologie normale e Frizzante; Rosso nelle tipologie normale, Frizzante e Novello) prodotto nella provincia di Cagliari.
- Planargia (Bianco nelle tipologie normale e Frizzante; Rosato nelle tipologie normale e Frizzante; Rosso nelle tipologie normale, Frizzante e Novello) prodotto nelle province di Nuoro e Oristano.
- Provincia di Nuoro (Bianco nelle tipologie normale e Frizzante; Rosato nelle tipologie normale e Frizzante; Rosso nelle tipologie normale, Frizzante e Novello) prodotto nella provincia di Nuoro.
- Romangia (Bianco nelle tipologie normale e Frizzante; Rosato nelle tipologie normale e Frizzante; Rosso nelle tipologie normale, Frizzante e Novello) prodotto nella provincia di Sassari.
- Ruinas (Giallo paglierino con riflessi verdognoli) prodotto a Luras.[6]
- Sibiola (Bianco nelle tipologie normale e Frizzante; Rosato nelle tipologie normale e Frizzante; Rosso nelle tipologie normale, Frizzante e Novello) prodotto nella provincia di Cagliari.
- Siddaju (Rosso rubino intenso con riflessi violacei) prodotto a Calangianus.[7]
- Taroni (Rosso rubino carico) prodotto a Calangianus.[8]
- Tharros (Bianco nelle tipologie normale e Frizzante; Rosato nelle tipologie normale e Frizzante; Rosso nelle tipologie normale, Frizzante e Novello) prodotto nella provincia di Oristano.
- Tiu Paolo (Rosso rubino con riflessi granati) prodotto a Luras.[9]
- Trexenta (Bianco nelle tipologie normale e Frizzante; Rosato nelle tipologie normale e Frizzante; Rosso nelle tipologie normale, Frizzante e Novello) prodotto nella provincia di Cagliari.
- Valle del Tirso (Bianco nelle tipologie normale e Frizzante; Rosato nelle tipologie normale e Frizzante; Rosso nelle tipologie normale, Frizzante e Novello) prodotto nella provincia di Oristano.
- Valli di Porto Pino (Bianco nelle tipologie normale e Frizzante; Rosato nelle tipologie normale e Frizzante; Rosso nelle tipologie normale, Frizzante e Novello) prodotto nella provincia di Cagliari.